# Лібор Козак
Лібор Козак (чеськ. Libor Kozák, нар. 30 травня 1989, Опава) — чеський футболіст, нападник збірної Чехії та чеської «Спарти» (Прага).

## Клубна кар'єра
Народився 30 травня 1989 року в місті Опава. Вихованець юнацьких команд футбольних клубів «Опава» та «Лаціо».
У дорослому футболі дебютував 2007 року виступами за команду клубу «Опава», в якій провів один сезон, взявши участь у 26 матчах чемпіонату.
Своєю грою за цю команду привернув увагу представників тренерського штабу клубу «Лаціо», до складу якого приєднався 2008 року. Відіграв за «біло-блакитних» наступні один сезон своєї ігрової кар'єри. За цей час виборов титул володаря Кубка Італії.
2009 року перейшов у оренду до клубу «Брешія», у складі якого провів наступний рік своєї кар'єри гравця. Більшість часу, проведеного у складі «Брешії», був основним гравцем атакувальної ланки команди.
До складу клубу «Лаціо» повернувся 2010 року. Відіграв за «біло-блакитних» три сезони та 58 матчів у національному чемпіонаті.
2 вересня 2013 чех уклав чотирирічний контракт з англійським клубом «Астон Вілла». 14 вересня дебютував у матчі проти «Ньюкасл Юнайтед». 21 вересня Лібор відзначився забив переможний м'яч 1–0 у грі проти «Норвіч Сіті».
2 січня 2014 «Астон Вілла» оголосила, що під час тренування Лібор зламав ногу та вибув до кінця сезону. Через ускладнення травми він пропустив наступний сезон. У березні 2015 Козак повернувся до молодіжного складу клубу. До основного складу команди він повернувся лише у липні 2015 у кубковій грі проти «Фулгема».
Після завершення сезону 2016–17 чех залишив «Астон Віллу».
30 серпня 2017 Лібор приєднався до італійського клубу «Барі».
16 липня 2018 переходить до іншої італійської команди «Ліворно».
У 2019 повернувся на батьківщину, де спочатку грав за «Слован» (Ліберець), а 28 травня 2019 перейшов до команди «Спарта» (Прага), де наразі і продовжує виступати.

## Виступи за збірні
2007 року дебютував у складі юнацької збірної Чехії, взяв участь у 9 іграх на юнацькому рівні, відзначившись 3 забитими голами.
Протягом 2009–2011 років залучався до складу молодіжної збірної Чехії. На молодіжному рівні зіграв у 14 офіційних матчах, забив 3 голи.
2012 року дебютував в офіційних матчах у складі національної збірної Чехії. Наразі провів у формі головної команди країни 9 матчів, забив два голи.
| Дата       | Місто    | Господарі | Результат | Гості      | Турнір           | Голи | Примітки |
| ---------- | -------- | --------- | --------- | ---------- | ---------------- | ---- | -------- |
| 14-11-2012 | Оломоуц  | Чехія     | 3 – 0     | Словаччина | товариський матч | -    | 67'      |
| 22-3-2013  | Оломоуц  | Чехія     | 0 – 3     | Данія      | ЧС 2014          | -    | 74' 81'  |
| 7-6-2013   | Прага    | Чехія     | 0 – 0     | Італія     | ЧС 2014          | -    |          |
| 14-8-2013  | Будапешт | Угорщина  | 1 – 1     | Чехія      | товариський матч | 1    | 58'      |
| 6-9-2013   | Прага    | Чехія     | 1 – 2     | Вірменія   | ЧС 2014          | -    |          |
| 10-9-2013  | Турин    | Італія    | 2 – 1     | Чехія      | ЧС 2014          | 1    | 78'      |
| 15-10-2013 | Софія    | Болгарія  | 0 – 1     | Чехія      | ЧС 2014          | -    |          |
| 15-11-2013 | Оломоуц  | Чехія     | 2 – 0     | Канада     | товариський матч | -    | 46'      |
| 10-6-2019  | Оломоуц  | Чехія     | 3 – 0     | Чорногорія | ЧЄ 2020          | -    | 88'      |
| Усього     |          | Матчів    | 9         |            | Голів            | 2    |          |

## Титули і досягнення
- Володар Кубка Італії (2):

«Лаціо»: 2008-09, 2012-13
- Володар Кубка Чехії (1):

«Спарта»: 2019-20
- Найкращий бомбардир Чемпіонату Чехії (1):

«Спарта» (Прага):  2019-20